# John Lintorn Arabin Simmons

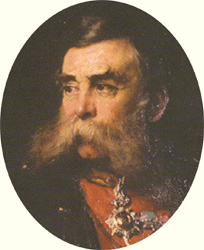
John Linton Arabin Simmons.

John Lintorn Arabin Simmons, född den 12 februari 1821 i Lower Langford, Somersetshire, död den 14 februari 1903 i Hawley House, Hampshire, var en brittisk militär.
Simmons blev officer 1837 och innehade från 1846 flera sysslor vid de pågående stora järnvägsanläggningarna. Han blev 1853 brittisk kommissarie vid Omar paschas armé och ledde som sådan 1854 med mycken skicklighet denna armés övergång över Donau vid Giurgiu. Utnämnd till överstelöjtnant samma år deltog han med utmärkelse i fälttåget på Krim och åtföljde därpå Omer pascha vid dennes försök att undsätta fästningen Kars. Simmons var 1857 brittisk kommissarie vid utstakningen av rysk-turkiska gränsen i Asien samt 1858-1860 generalkonsul i Warschau. Han blev 1868 generalmajor, 1872 generallöjtnant, 1877 general och 1890 fältmarskalk. Han var 1875-1880 generalinspektör över befästningsanläggningarna i England, bevistade som militär delegerad Berlinkongressen 1878 samt var 1884-1888 guvernör på Malta.